# Quảng Yên
Quảng Yên est une ville de niveau district de la province de Quảng Ninh dans la région du Nord-est du Vietnam.

## Présentation
Quảng Yên a une superficie de 314,2 km2. 